# Carolina Martinoli
Carolina Martinoli (Buenos Aires, 1969) és una directiva argentina establerta a Catalunya, presidenta executiva de l’aerolínia Vueling des de l'abril de 2024. Llicenciada en Administració d'Empreses per la Fundação Getúlio Vargas de São Paulo, va treballar anteriorment a Telefónica i Imperial Chemical Industries. Es va incorporar a Iberia el març de 2011, poc després de la fusió amb British Airways que donaria lloc a International Airlines Group, on ha exercit diversos càrrecs directius, entre els quals el de directora de Persones, Assumptes Corporatius i Sostenibilitat. Sota el seu lideratge, Vueling impulsa plans de transformació estratègica, amb objectius com l'expansió de rutes, l'eficiència operativa i la descarbonització. També promou activament la presència femenina en posicions directives i la participació de les noves generacions en disciplines STEAM relacionades amb l’aviació.
El 2024 va entrar a la llista «Les 75 llatinoamericanes a seguir» i el 2025 a «Les 100 dones més influents de Catalunya», ambdues de la revista Forbes.